# Hříšice
Hříšice (en allemand : Reispitz) est une commune du district de Jindřichův Hradec, dans la région de Bohême-du-Sud, en République tchèque. Sa population s'élevait à 338 habitants en 2020.

## Géographie
Hříšice se trouve à 6 km au nord-est du centre de Dačice, à 36 km à l'est-sud-est de Jindřichův Hradec, à 55 km au nord-est de České Budějovice et à 133 km au sud-est de Prague.
La commune est limitée par Černíč, Strachoňovice et Červený Hrádek au nord, par Knínice à l'est, par Horní Slatina et Budíškovice au sud, et par Dačice à l'ouest.

## Histoire
La première mention écrite du village date de 1353.

## Administration
La commune se compose de deux quartiers :
- Hříšice
- Jersice

## Source
- (cs) Cet article est partiellement ou en totalité issu de l’article de Wikipédia en tchèque intitulé « Hříšice » (voir la liste des auteurs).